# Polat Keser
Polat Keser (né le 4 décembre 1985 à Marl) est un footballeur allemand et turc évoluant au poste de gardien de but dans le club d'Antalyaspor. Avant de jouer en Turquie, il a joué pour le club allemand de Bochum. Il mesure 1,85 m.

## Carrière
- 2002–2007 : VfL Bochum (Bundesliga)
- Depuis janvier 2007 : Antalyaspor (Süper Lig)